# Deception IV: The Nightmare Princess
Deception IV: The Nightmare Princess, in Giappone Kagerō: Mō 1 nin no princess (影牢 ～もう1人のプリンセス～? lett. "Un'altra principessa"), è un videogioco strategico distribuito dalla Koei Tecmo nel 2015 per PlayStation 3, PlayStation 4 e PlayStation Vita. È il sesto videogioco della serie Deception e rappresenta una versione migliorata ed espansa di Deception IV: Blood Ties.

## Modalità di gioco
The Nightmare Princess introduce un nuovo personaggio giocabile, Velguirie, che è in grado di posizionare trappole anche di attaccare i nemici con calci, sia calpestandoli una volta caduti a terra, sia calciarli verso le trappole. Nei precedenti titoli della serie nessun personaggio era in grado di interagire direttamente con i nemici.
La modalità missioni (Quest Mode) è stata aggiornata, con oltre 100 nuove missioni da completare, mentre nella nuova modalità Deception Studio è possibile creare un proprio personaggi, nemici e missioni. Il numero totale di singole trappole è di 180, un numero più alto rispetto ai predecessori.

## Personaggi
Tutte le protagoniste dei giochi precedenti (tranne il protagonista maschile di Devil's Deception) sono giocabili, alcune dopo aver completato specifiche missioni.
Velguirie (ヴァルギリエ?, Varugirye)
È la seconda figlia del Diavolo e protagonista del gioco. È conosciuta come la Principessa degli incubi (Princess of Nightmares), demone che appare nei sogni degli umani. L'automa Ephemera, sua assistente, le insegna come utilizzare le trappola.
Laegrinna (レグリナ?, Regurina)
È la prima figlia del Diavolo, protagonista di Deception IV: Blood Ties. È conosciuta come la principessa dell'oscurità (Princess of Darkness).
Allura (アリシア?, Arishia)
È la principessa di Fronenberg e protagonista di Trapt. È conosciuta come la principessa del marchio (Princess of Stigma) dopo essere stata accusata dalla sua matrigna dell'assassinio del padre.
Reina (レイナ?)
È una ragazza del regno di Burgenhagen e protagonista di Deception III: Dark Delusion. È conosciuta come la principessa della tragedia (Princess of Tragedy) dopo che ha visto la sua famiglia morire.
Millennia (ミレニア?, Mirenia)
È una ragazza cresciuta dai Timenoid, protagonista di Kagero: Deception II. È conosciuta come la principessa dell'inganno (Princess of Deception).

## Sviluppo
Tecmo Koei ha annunciato Deception IV: The Nightmare Princess per PlayStation 4, PlayStation 3, e PlayStation Vita nell'edizione del 12 dicembre 2014 di Famitsū Al momento dell'annuncio, il gioco era completo al 50% circa. Per promuovere il videogioco, è stato sviluppato un set di costumi diversi personaggi di Dead or Alive 5 Last Round, altro videogioco pubblicato dalla Koei Tecmo.